# جرنايا (حمص)

## جرنايا
جرنايا بالأنجليزية:(jarnaya) قرية سورية تابعة لناحية مركز تلدو في ريف الغربي لمحافظة حمص على الطريق عام حمص مشتى الحلو.
يحدها من جهة الغرب قرية المتعارض ومن الشمال قرية المحفورة وعرقايا من الشمال الشرقي ومن جهة الشرق قرية حداثة ومن الجنوب قرية صفر وبحرايا قرية صغيرة.
فيها مدرستين أبتدائية، وأعدادية ويعمل معظم سكانها في الزراعة، والرعي، والوظائف الحكومية.

## عدد السكان
بلغ عدد سكانها 340 نسمة في عام 2004 حسب إحصاء المكتب المركزي للإحصاء.